# George Clooney
George Timothy Clooney (Lexington, Kentucky, 6 de mayo de 1961) es un actor, director, productor y guionista estadounidense. Ha sido galardonado con cuatro Globos de Oro, dos Óscar y un BAFTA. También es conocido por su activismo político, siendo Mensajero de la Paz de Naciones Unidas desde 2008, título al que renunció posteriormente.
Fue nominado dos veces para los premios Emmy por su interpretación del Dr. Doug Ross en la galardonada serie de televisión Urgencias. Gracias a ello, comenzó a interpretar varios papeles principales en películas como Batman y Robin (1997) y Out of Sight (1998). En 1999, protagonizó junto a Mark Wahlberg, Ice Cube y Spike Jonze, la película Tres reyes, una bien recibida sátira de guerra ambientada durante la guerra del Golfo. En 2001, la popularidad de Clooney creció gracias al que fue, hasta ahora, su mayor éxito comercial, Ocean's Eleven, la primera de la trilogía, siendo esta una adaptación de la película homónima de 1960, que protagonizaron la Rat Pack. Al año siguiente, hizo su debut como director con la película de suspenso biográfico Confesiones de una mente peligrosa.
Ganó un Óscar al mejor actor de reparto por su papel en la película Syriana (2005) y fue nominado como mejor actor por sus interpretaciones en Michael Clayton (2007), Up in the Air (2009) y Los descendientes (2011). En 2013, recibió por la producción de Argo el Óscar a la mejor película junto a Ben Affleck y Grant Heslov. Es la única persona que ha sido nominada a los Óscar en seis categorías diferentes. En 2005, la revista TV Guide lo colocó número uno en su lista de las "50 estrellas más atractivas de todos los tiempos".
La labor humanitaria que desempeña el actor incluye su defensa en la búsqueda de soluciones para el conflicto de Darfur, la recaudación de fondos para los damnificados de los terremotos de Haití de 2010, el océano Índico de 2004 y de los atentados del 11 de septiembre de 2001, y la creación de documentales para sensibilizar la opinión pública sobre las crisis internacionales como Sand and Sorrow. Además de su labor como mensajero en la ONU, es miembro del Council on Foreign Relations.

## Primeros años
Clooney nació en la ciudad de Lexington en 1961. Su madre fue reina de la belleza y concejal, mientras que su padre, Nick Clooney, era presentador de televisión en la AMC, muy popular en Cincinnati. La ascendencia de Clooney incluye raíces escocesas, neerlandesas, alemanas e inglesas. Su línea patrilineal se remonta a Nicholas Clooney y Bridget Byron, tatara-tatara-abuelos que emigraron a Estados Unidos desde Irlanda. La bisabuela de su madre, Mary Ann Sparrow, fue hermanastra de Nancy Lincoln, madre del que fuera presidente de los Estados Unidos, Abraham Lincoln. Clooney tiene una hermana mayor llamada Adelia (más conocida como Ada; nacida en 1958). Además de su padre, cuenta con varios artistas en su familia, como sus tíos, la cantante y actriz Rosemary Clooney (1928-2002), casada con el actor portorriqueño José Ferrer que ganó un Óscar al mejor actor en 1950 por la película Cyrano de Bergerac. De este matrimonio nacerían, entre otros, sus primos Miguel (1955-2017), y Rafael Ferrer (1960), ambos actores. Su primo Gabriel, fruto también del anterior matrimonio, se casó con la cantante Debby Boone.
Comenzó su educación en la Blessed Sacrament School de Fort Mitchell (Kentucky). Pasó parte de su infancia en Ohio, donde estudió en la St. Michael's School de Columbus; en la Western Row Elementary School, una escuela pública en Mason, de 1968 a 1974; y en la St. Susanna School, donde sirvió como monaguillo, también en Mason. Su familia regresó a Kentucky cuando cursaba el séptimo grado.
Durante la etapa secundaria, Clooney tuvo una parálisis de Bell, una enfermedad que paraliza parcialmente el rostro, que vino a remitir transcurrido un año.
Después de que sus padres se mudaran a Augusta (Kentucky), Clooney asistió a la Augusta High School. Sus notas fueron de A y B (sobresalientes y notables), y su gran pasión era el béisbol y el baloncesto, tanto que quiso convertirse en jugador profesional de béisbol con los Cincinnati Reds en 1977, pero no fue capaz de pasar de la primera ronda de selección de jugadores y no se le ofreció contrato.
Asistió a la Northern Kentucky University entre 1979 y 1981 para estudiar periodismo, y por poco tiempo a la Universidad de Cincinnati, pero no consiguió graduarse en ninguna. Después pasó a realizar trabajos ocasionales como vendedor de calzado femenino y trajes para hombres, vendedor ambulante de seguros, mozo de almacén, albañil o cortando tabaco.

## Carrera

### Inicios
El primer papel de Clooney fue como extra en la miniserie de televisión Centennial (1978), basada en la novela homónima de James A. Michener. Parte de la serie se rodó en Augusta, ciudad en la que residió varios años. Actuó como manitas en la serie The Facts of Life e interpretó el papel del detective Bobby Hopkins en un episodio de The Golden Girls. Consiguió un papel semi-habitual en la comedia de situación Roseanne, otro como un trabajador de la construcción en Baby Talk, un papel coprotagonista en el drama de la CBS Bodies of evidence como el detective Ryan Walker, y un año después también como el detective James Falconer en Sisters. En 1987 actuó en la serie Murder, She Wrote (Se ha escrito un crimen) en el capítulo 3-18 "No laughing murder". En 1988, realizó un papel en la película Return of the Killer Tomatoes. El primer papel importante llegaría en 1994 en la serie de drama médico ER.

### 1994-1999:Batman y Robiny estrellato
Su camino al estrellato comenzó cuando interpretó el doctor Doug Ross en la exitosa serie de la NBC Urgencias. Después de abandonar la serie, realizó un cameo en la sexta temporada, pero volvió para rodar la última temporada de la serie. Gracias a este papel, fue nominado dos veces a los Premios Emmy en la categoría de mejor actor en serie dramática en 1995 y 1996. También fue nominado tres veces a los Globos de Oro en la categoría de mejor actor de una serie de televisión dramática en 1995, 1996 y 1997, este último año fue galardonado su compañero de reparto en la serie Anthony Edwards. Sin olvidar que en el mismo 1997 personificó la peor versión de Batman en el cine. Esto sucedió tras ser el protagonista de Batman y Robin, una película con un tono humorístico, fantástico y ficticio; igualmente, afirmó para seguir con su carrera, protagonizando dos secuelas más, entre ellas Batman Triumphant, que acabó siendo cancelada.
Mientras trabajaba en Urgencias, comenzó a aparecer en películas. Su primer papel importante en Hollywood fue en From Dusk Till Dawn de Robert Rodriguez. Le siguieron Un día inolvidable junto a Michelle Pfeiffer y El pacificador con Nicole Kidman.

### 2000-presente: Oscar porSyrianay éxitos comoMichael Clayton

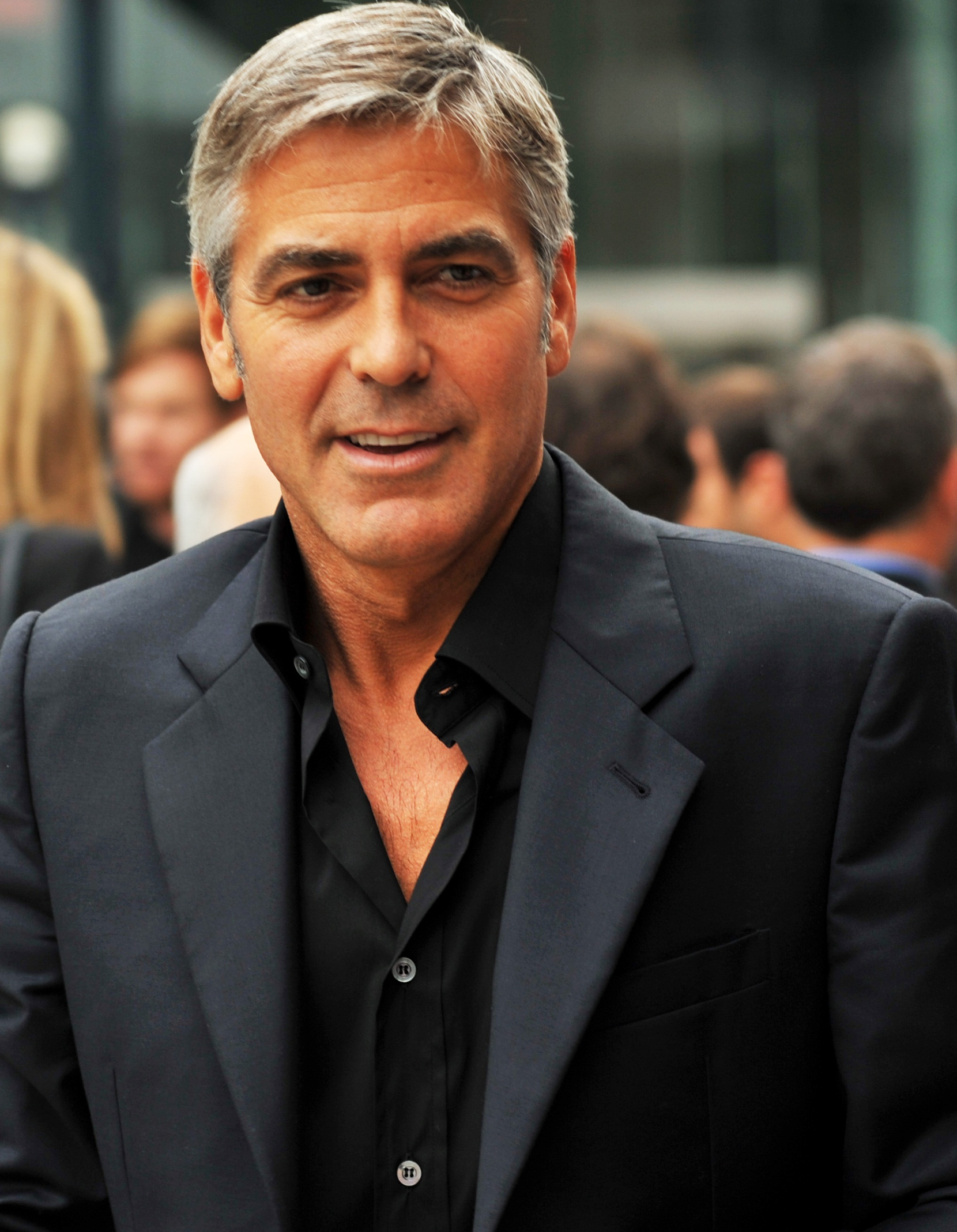
George Clooney en la premier de The Men Who Stare at Goats.

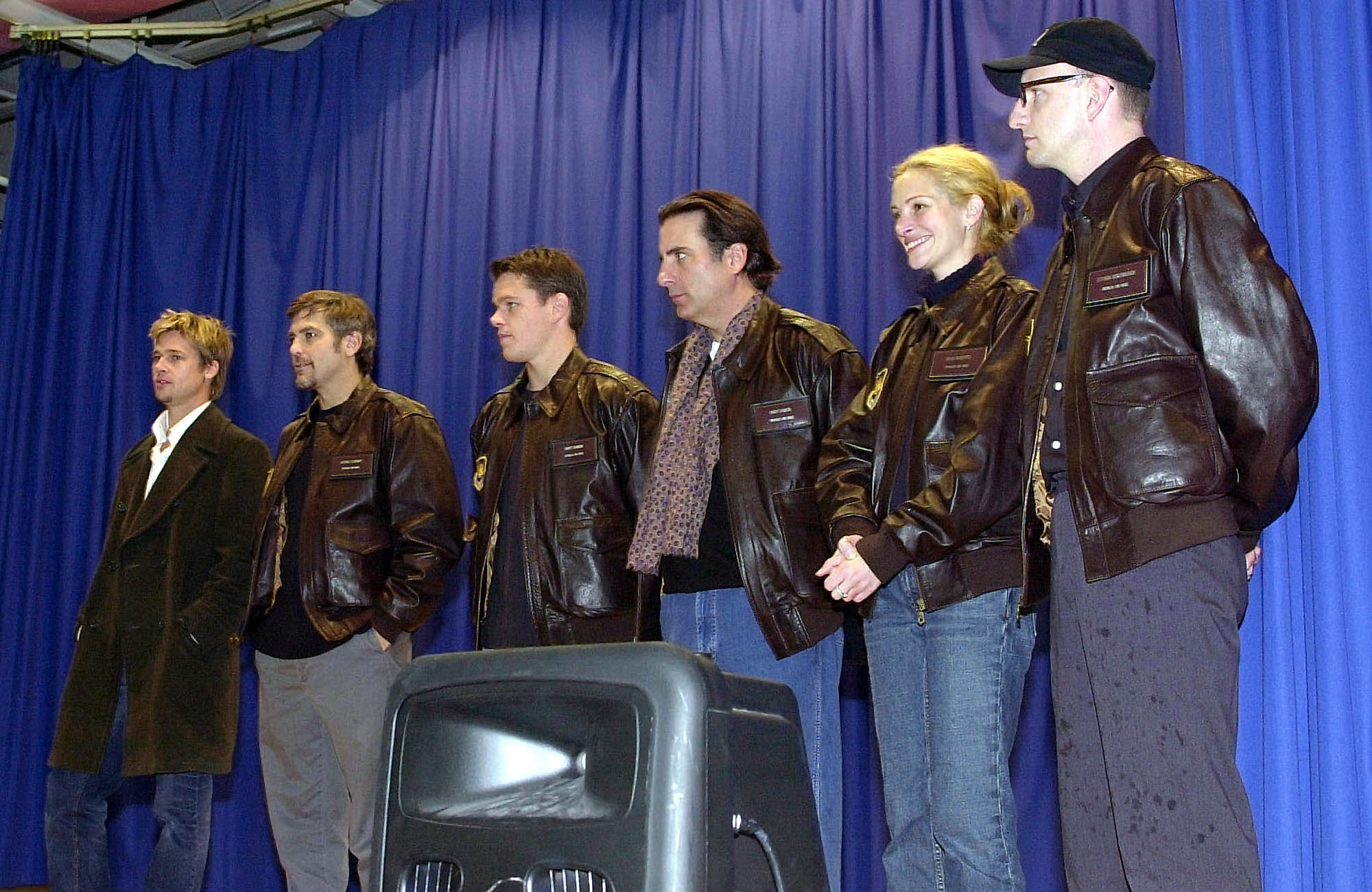
Brad Pitt, George Clooney, Matt Damon, Andy García y Julia Roberts, los personajes principales de Ocean's Eleven, con el director Steven Soderbergh, diciembre de 2001

Clooney se ha ido consolidando como una gran estrella de Hollywood tanto por su atractivo, su sólida presencia como actor y su talento. En su filmografía destacan títulos como la comedia romántica Un día inolvidable, junto a Michelle Pfeiffer; Un romance muy peligroso, un inteligente thriller de Steven Soderbergh (la película que más le ha gustado protagonizar); o el drama bélico Tres reyes, por el que cosechó muy buenas críticas. En los últimos tiempos hemos podido verle en Ocean's Eleven, y sus secuelas Ocean's Twelve y Ocean's Thirteen, el filme La tormenta perfecta y O Brother, Where Art Thou?, la comedia de los hermanos Coen con la que Clooney se llevó un Globo de Oro. Años más tarde repitió con estos directores en otra comedia, Intolerable Cruelty, que protagonizó junto a Catherine Zeta-Jones.
Además, se ha asociado con Steven Soderbergh como productor: ambos son responsables de Welcome to Collinwood, una comedia negra en la que Clooney tiene un pequeño papel; el thriller Insomnia, con Al Pacino y Robin Williams, y Solaris, protagonizada por Clooney y dirigida por Soderbergh. También ha debutado como director con Confesiones de una mente peligrosa, en la que también actúa. Tras su debut como director, repitió recientemente la experiencia con Buenas noches, y buena suerte (Good Night, and Good Luck), en donde interpretó además un papel secundario. Gracias a este trabajo, fue nominado como mejor director en la gala de los Premios Óscar 2005. Y aunque finalmente fue Ang Lee quien ganaría el premio, Clooney se llevó posteriormente su primera estatuilla como actor secundario por su interpretación Syriana.
En 2006 protagonizó The Good German, junto a Cate Blanchett. Presentó además la tercera parte de la saga Ocean's, Ocean's Thirteen, en el Festival de Cannes. Asimismo, protagonizó la aclamada Michael Clayton, thriller ambientado en el mundo de las grandes corporaciones multinacionales. Ha hecho apariciones en series cómicas de televisión como Roseanne y Friends. En 2008 estrenó su tercera película como director, Leatherheads, que también protagonizó. En 2009, protagonizó la comedia de guerra The Men Who Stare at Goats (Los hombres que miraban fijamente a las cabras) junto a Ewan McGregor, Jeff Bridges y Kevin Spacey. En 2009, Clooney protagonizó la comedia dramática dirigida por Jason Reitman Up in the Air. Por su actuación en la película fue nominado a un Globo de Oro, un Premio del Screen Actors Guild, un BAFTA y un Premio Oscar. Al año siguiente, Clooney produjo y protagonizó el oscuro drama criminal The American (2010), basado en la novela A Very Private Gentleman de Martin Booth y dirigido por Anton Corbijn. 
En 2011, Clooney protagonizó Los Descendientes, dirigida por Alexander Payne. Obtuvo elogios de la crítica por su trabajo y ganó el premio de la Broadcast Film Critics Association al mejor actor y el premio Globo de Oro al mejor actor en una película dramática.  Además, fue nominado al Screen Actors Guild al Mejor Actor, al Premio BAFTA al Mejor Actor y al Premio de la Academia al Mejor Actor. Fue nominado al Premio de la Academia al Mejor Guion Adaptado por el drama político Los idus de marzo.
En 2013, Clooney ganó el Globo de Oro a la Mejor Película Dramática, el Premio BAFTA a la Mejor Película y el Premio de la Academia a la Mejor Película por producir Argo. Al año siguiente, Clooney coprotagonizó junto a Sandra Bullock Gravity (2013), un thriller espacial dirigido por Alfonso Cuarón.
En 2014, Clooney coescribió, dirigió y protagonizó The Monuments Men, una adaptación de The Monuments Men: Allied Heroes, Nazi Thieves and the Greatest Treasure Hunt in History de Robert M. Edsel. La película estuvo protagonizada por un elenco de estrellas de primer nivel, incluidos Matt Damon, Cate Blanchett, Bill Murray, John Goodman y Bob Balaban, así como las estrellas europeas Hugh Bonneville y Jean Dujardin. La película fue un fracaso de crítica y de taquilla. Muchos historiadores criticaron la película por sus inexactitudes históricas. Ese mismo año, Clooney produjo August: Osage County (2013), una adaptación de la obra del mismo nombre. La película está protagonizada por Meryl Streep y Julia Roberts. 

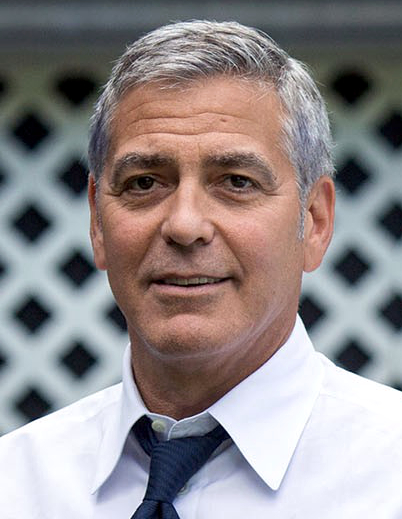
George Clooney en 2016

Su siguiente película fue Tomorrowland (2015), un film de aventuras y ciencia ficción en la que interpretó a Frank Walker, un inventor. Más adelante apareció como él mismo en la comedia musical navideña de Netflix A Very Murray Christmas, protagonizada por Bill Murray. Al año siguiente, protagonizó ¡Ave, César!, una comedia de los hermanos Coen ambientada en la industria cinematográfica de Hollywood en la década de 1950, que se estrenó en febrero de 2016. Clooney interpretó a Baird Whitlock, una estrella de cine tipo Robert Taylor que es secuestrada durante la producción de una película. Josh Brolin coprotagonizó el papel del reparador Eddie Mannix. Clooney se reunió con Julia Roberts para el thriller Money Monster (2016), dirigido por Jodie Foster, interpretando al presentador de un programa de televisión que investiga conspiraciones sobre el comercio y Wall Street, que es tomado como rehén por un espectador en quiebra. 
En octubre de 2017, se estrenó su proyecto de dirección Suburbicon, una comedia criminal ambientada en la década de 1950. Está protagonizada por Matt Damon, Julianne Moore y Oscar Isaac a partir de un guion escrito por los hermanos Coen en los años 1980, que originalmente tenían intención de dirigir ellos mismos. Recibió el premio AFI Life Achievement Award 2018. En 2019, Clooney regresó a la televisión, protagonizando, dirigiendo y produciendo la miniserie histórica Catch-22, basada en la novela del mismo nombre de Joseph Heller. 
Después de una ausencia de cuatro años de la actuación cinematográfica, Clooney protagonizó la película de ciencia ficción The Midnight Sky, que también dirigió y produjo, basada en la novela debut de Lily Brooks-Dalton, Good Morning, Midnight, para Netflix.También dirigió The Tender Bar, basada en las memorias del mismo nombre de J.R. Moehringer, para Amazon Studios con Ben Affleck a la cabeza. A pesar de recibir críticas dispares, la película obtuvo el premio Screen Actors Guild y el Premio Globo al Mejor Actor de Reparto. En 2022, se reunió con Julia Roberts para una película de comedia romántica Ticket to Paradise dirigida por Ol Parker. La siguiente película de Clooney como director fue el drama deportivo biográfico The Boys in the Boat, que se estrenó el 25 de diciembre de 2023  lanzada por Amazon MGM Studios Distribution. Clooney volvió a formar equipo con Brad Pitt para la película de suspenso de 2024 Wolfs, escrita y dirigida por Jon Watts. En 2024, fue elegido para el papel principal en la película sin título de Netflix de Noah Baumbach. 

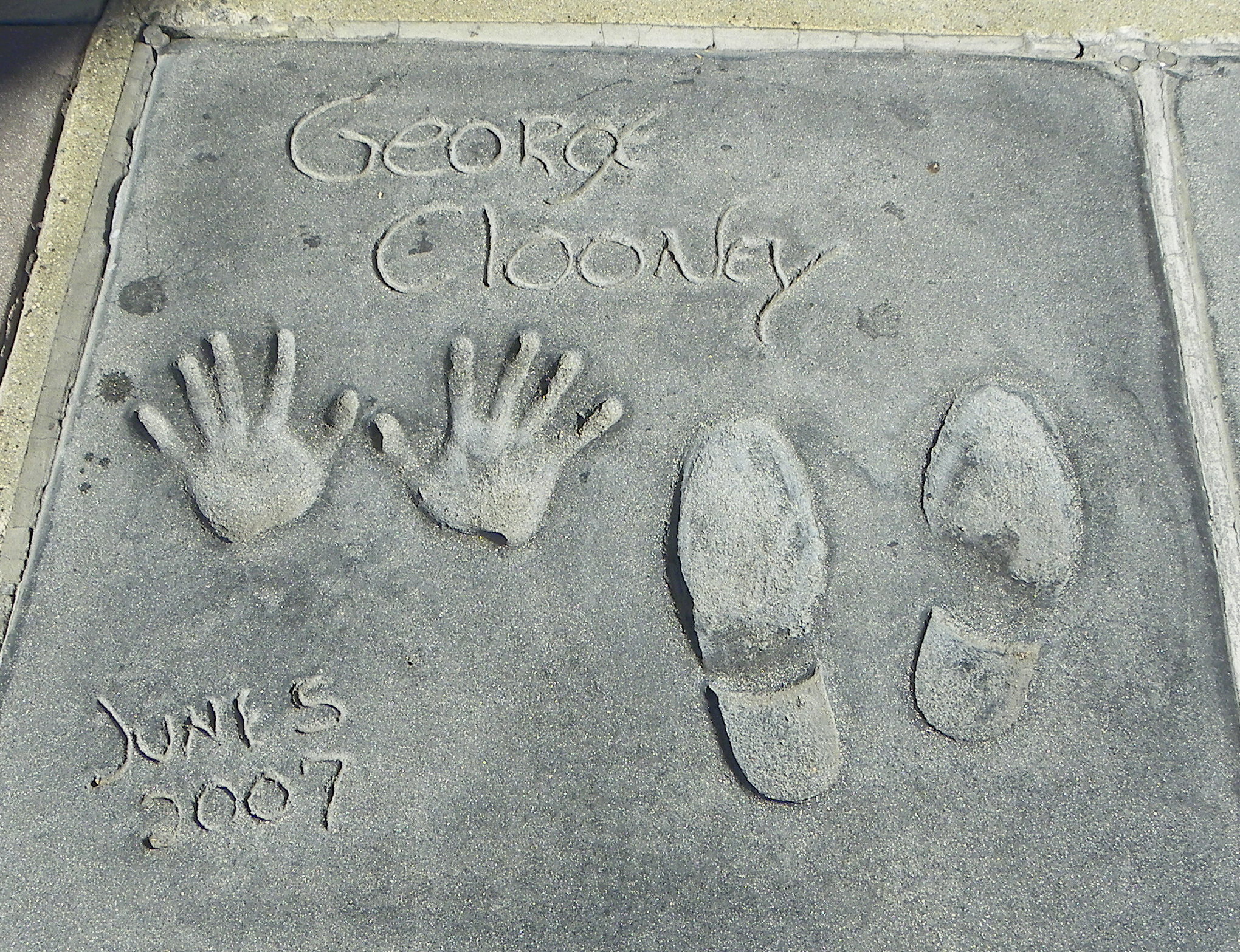
Huellas de George Clooney en el Grauman's Chinese Theatre.

## Activismo

### Opiniones políticas
Clooney apoyó las campañas presidenciales de Barack Obama de 2008 y 2012. Clooney respaldó a Hillary Clinton para las elecciones presidenciales de 2016. Clooney respaldó a Joe Biden para las elecciones presidenciales de 2020, y organizó una recaudación de fondos virtual para Biden junto con Obama en julio de 2020. En un op-ed de julio de 2024 para The New York Times, Clooney pidió a Biden que se retirara de las elecciones presidenciales de 2024 semanas después de organizar otro evento de recaudación de fondos para Biden.
Clooney también ha hecho declaraciones humorísticas contra figuras del Partido Republicano. En 2006, Clooney agradeció sarcásticamente a Jack Abramoff en la 63.ª edición de los premios Globo de Oro antes de concluir con: "¿Quién le pondría a su hijo 'Jack' con 'off' al final? Con razón está hecho un desastre". Clooney también ha descrito al donante republicano Steve Wynn como un "imbécil" y un "estúpido", tras un acalorado desacuerdo entre ambos sobre la Ley del Cuidado de Salud a Bajo Precio.

## Vida privada
Se casó en 1989 con Talia Balsam, de quien se divorciaría en 1992. Durante años mantuvo una relación con Elisabetta Canalis. Consciente de su buena presencia, ha creado una empresa de asesoría de imagen que ha prestado servicios a varias personalidades como a Barack Obama.
Durante 2008 hizo campaña electoral a favor del candidato presidencial Obama, que fue electo en el mes de noviembre de ese año.
Clooney dijo a la revista Esquire en 2008 que se había sometido a una operación de lifting de sus testículos.
El 16 de marzo de 2012 fue arrestado por protestar frente a la Embajada de Sudán en Estados Unidos en defensa de la población del país africano. Clooney acusó al gobierno de Omar al-Bashir como responsable de la crisis humanitaria en la citada nación. El actor fue puesto en libertad en el mismo día tras estar dos horas detenido. Entre los detenidos se encontraban algunos congresistas y el hijo de Martin Luther King.
En abril de 2014 anunció su compromiso con la abogada y escritora libanesa Amal Alamuddin. El 29 de septiembre de 2014, George Clooney y Amal Alamuddin celebraron una boda por lo civil en Venecia, que fue presidida por Walter Veltroni, exalcalde de Roma. El 25 de octubre de 2014, el actor y su esposa celebraron una nueva boda en Reino Unido. La celebración fue organizada por los padres de Alamuddin debido a que su familia no había podido asistir a la celebración realizada en Venecia. El 6 de junio de 2017 fue padre, tras su esposa dar a luz a una pareja de mellizos, Ella y Alexander. El comunicado oficial decía en tono jocoso que la mamá y los bebés se encontraban bien, pero que Clooney había sido sedado y estaría recuperado en unos días.

## Filmografía

### Actor
| Cine      | Cine                                  | Cine                          | Cine                |
| Año       | Título original                       | Personaje                     | Observaciones       |
| --------- | ------------------------------------- | ----------------------------- | ------------------- |
| 1985      | Street Hawk                           | Kevin Stark                   | Serie de televisión |
| 1985-1987 | Los hechos de la vida                 | George Burnett                | Serie de televisión |
| 1986      | Loca academia de combate              | Biff Woods                    |                     |
| 1986      | Hotel                                 | Nick Miller                   | Serie de televisión |
| 1987      | The Golden Girls                      | Bobby Hopkins                 | Serie de televisión |
| 1987      | Return to Horror High                 | Oliver                        |                     |
| 1988      | El retorno de los tomates asesinos    | Matt Stevens                  |                     |
| 1989      | Red Surf                              | Remar                         |                     |
| 1988-1991 | Roseanne                              | Bookers Brooks                | Serie de televisión |
| 1992      | Unbecoming Age                        | Robin                         |                     |
| 1993      | Without Warning: Terror in the Towers | Kevin Shea                    |                     |
| 1993-1994 | Hermanas                              | Detective James Falconer      | Serie de televisión |
| 1994-2009 | ER                                    | Doctor Doug Ross              | Serie de televisión |
| 1995      | From Dusk Till Dawn                   | Seth Gecko                    |                     |
| 1995      | Friends                               | Dr. Michaell Mitchel          | Serie de televisión |
| 1996      | Un día inolvidable                    | Jack Taylor                   |                     |
| 1997      | Batman y Robin                        | Bruce Wayne/Batman            |                     |
| 1997      | El pacificador                        | Thomas Devoe                  |                     |
| 1998      | Out of Sight                          | Jack Foley                    |                     |
| 1998      | La delgada línea roja                 | Charles Bosche                |                     |
| 1999      | South Park: Bigger, Longer & Uncut    | Dr. Gouache (Voz)             |                     |
| 1999      | Tres Reyes                            | Archie Gates                  |                     |
| 2000      | Fail Safe                             | Coronel Jack Grady            |                     |
| 2000      | Oh Brother, Where Art Thou?           | Ulyisses Everett McGill       |                     |
| 2000      | La tormenta perfecta                  | Capitán Billy Tine            |                     |
| 2001      | Spy Kids                              | Devlin                        |                     |
| 2001      | Ocean's Eleven                        | Danny Ocean                   |                     |
| 2002      | Confesiones de una mente peligrosa    | Jim Byrd                      |                     |
| 2002      | Solaris                               | Dr. Chris Kelvin              |                     |
| 2002      | Welcome to Collinwood                 | Jerzy                         |                     |
| 2002      | Starbuck Holger Meins                 | Él mismo                      |                     |
| 2003      | Spy Kids 3-D: Game Over               | Devlin                        |                     |
| 2003      | Intolerable Cruelty                   | Miles Masey                   |                     |
| 2004      | Ocean's Twelve                        | Danny Ocean                   |                     |
| 2005      | Buenas noches, y buena suerte         | Fred Friendly                 |                     |
| 2005      | Syriana                               | Bob Barnes                    |                     |
| 2006      | The Good German                       | Capitán Jacobo "Jake" Geismar |                     |
| 2007      | Ocean's Thirteen                      | Danny Ocean                   |                     |
| 2007      | Michael Clayton                       | Michael Raymond Clayton       |                     |
| 2008      | Leatherheads                          | Dodge Conolly                 |                     |
| 2008      | Burn After Reading                    | Harry Pfarrer                 |                     |
| 2009      | ER                                    | Doctor Doug Ross (invitado)   | Serie de televisión |
| 2009      | Fantastic Mr. Fox                     | Señor Fox (Voz)               |                     |
| 2009      | Up in the Air                         | Ryan Bingham                  |                     |
| 2010      | The Men Who Stare at Goats            | Lyn Cassady                   |                     |
| 2010      | The American                          | Jack / Edward                 |                     |
| 2011      | The Ides of March                     | Mike Morris                   |                     |
| 2011      | Los descendientes                     | Matt King                     |                     |
| 2012      | Argo                                  | (Productor)                   |                     |
| 2013      | Gravity                               | Astronauta Matt Kowalski      |                     |
| 2013      | August: Osage County                  | (Productor)                   |                     |
| 2014      | The Monuments Men                     | Frank Stokes                  |                     |
| 2015      | Tomorrowland                          | Frank Walker                  |                     |
| 2015      | A Very Murray Christmas               | El mismo                      | Película de Netflix |
| 2016      | Hail, Caesar!                         | Baird Whitlock                |                     |
| 2016      | Money Monster                         | Lee Gates                     |                     |
| 2017      | Suburbicon                            | (Productor)                   |                     |
| 2019      | Catch-22                              | Scheisskopf                   | Serie de televisión |
| 2020      | The Midnight Sky                      | Augustine Lofthouse           |                     |
| 2022      | Ticket to Paradise                    | David Cottom                  |                     |
| 2023      | Flash                                 | Bruce Wayne                   | Cameo sin acreditar |

### Director, productor, guionista
| Director / Productor / Guionista | Director / Productor / Guionista   | Director / Productor / Guionista   |
| Año                              | Título original                    | Papel                              |
| -------------------------------- | ---------------------------------- | ---------------------------------- |
| 2002                             | Confesiones de una mente peligrosa | Director                           |
| 2005                             | Buenas noches, y buena suerte      | Director y guionista               |
| 2008                             | Leatherheads                       | Productor y guionista              |
| 2011                             | Los idus de marzo                  | Director, Productor y guionista    |
| 2014                             | The Monuments Men                  | Director, Productor y guionista    |
| 2017                             | Suburbicon                         | Productor y guionista              |
| 2020                             | Cielo de medianoche                | Director, productor y protagonista |
| 2021                             | The Tender Bar                     | Director y productor               |
| 2023                             | The Boys in the Boat               | Director y productor               |

## Premios y nominaciones
Premios Óscar
| Año  | Categoría              | Película                      | Resultado |
| ---- | ---------------------- | ----------------------------- | --------- |
| 2006 | Mejor director         | Buenas noches, y buena suerte | Nominado  |
| 2006 | Mejor guion original   | Buenas noches, y buena suerte | Nominado  |
| 2006 | Mejor actor de reparto | Syriana                       | Ganador   |
| 2008 | Mejor actor            | Michael Clayton               | Nominado  |
| 2010 | Mejor actor            | Up in the Air                 | Nominado  |
| 2012 | Mejor actor            | Los descendientes             | Nominado  |
| 2012 | Mejor guion adaptado   | Las idus de marzo             | Nominado  |
| 2013 | Mejor película         | Argo                          | Ganador   |

Premios Globo de Oro
| Año  | Categoría                          | Película                      | Resultado |
| ---- | ---------------------------------- | ----------------------------- | --------- |
| 2013 | Mejor película - Drama             | Argo                          | Ganador   |
| 2012 | Mejor actor - Drama                | Los descendientes             | Ganador   |
| 2012 | Mejor director                     | The Ides of March             | Nominado  |
| 2012 | Mejor guion                        | The Ides of March             | Nominado  |
| 2012 | Mejor película - Drama             | The Ides of March             | Nominado  |
| 2009 | Mejor actor - Drama                | Up in the Air                 | Nominado  |
| 2007 | Mejor actor - Drama                | Michael Clayton               | Nominado  |
| 2005 | Mejor director                     | Buenas noches, y buena suerte | Nominado  |
| 2005 | Mejor guion                        | Buenas noches, y buena suerte | Nominado  |
| 2005 | Mejor actor de reparto             | Syriana                       | Ganador   |
| 2000 | Mejor actor - Comedia o musical    | O Brother, Where Art Thou?    | Ganador   |
| 1997 | Mejor actor de serie de TV - Drama | ER                            | Nominado  |
| 1996 | Mejor actor de serie de TV - Drama | ER                            | Nominado  |
| 1995 | Mejor actor de serie de TV - Drama | ER                            | Nominado  |

Premios BAFTA
| Año  | Categoría              | Película                      | Resultado |
| ---- | ---------------------- | ----------------------------- | --------- |
| 2013 | Mejor película         | Argo                          | Ganador   |
| 2011 | Mejor actor            | Los descendientes             | Nominado  |
| 2011 | Mejor guion adaptado   | The Ides of March             | Nominado  |
| 2009 | Mejor actor            | Up in the Air                 | Nominado  |
| 2007 | Mejor actor            | Michael Clayton               | Nominado  |
| 2005 | Mejor director         | Buenas noches, y buena suerte | Nominado  |
| 2005 | Mejor guion original   | Buenas noches, y buena suerte | Nominado  |
| 2005 | Mejor actor de reparto | Buenas noches, y buena suerte | Nominado  |
| 2005 | Mejor actor de reparto | Syriana                       | Nominado  |

Premios del Sindicato de Actores
| Año  | Categoría                   | Película                      | Resultado |
| ---- | --------------------------- | ----------------------------- | --------- |
| 2012 | Mejor reparto               | Los descendientes             | Nominado  |
| 2012 | Mejor actor                 | Los descendientes             | Nominado  |
| 2010 | Mejor actor                 | Up in the Air                 | Nominado  |
| 2008 | Mejor actor                 | Michael Clayton               | Nominado  |
| 2006 | Mejor actor de reparto      | Syriana                       | Nominado  |
| 2006 | Mejor reparto               | Buenas noches, y buena suerte | Nominado  |
| 1998 | Mejor reparto de TV - Drama | ER                            | Ganador   |
| 1997 | Mejor reparto de TV - Drama | ER                            | Ganador   |
| 1996 | Mejor actor de TV - Drama   | ER                            | Nominado  |
| 1996 | Mejor reparto de TV - Drama | ER                            | Ganador   |
| 1995 | Mejor actor de TV - Drama   | ER                            | Nominado  |
| 1995 | Mejor reparto de TV - Drama | ER                            | Ganador   |
| 1994 | Mejor reparto de TV - Drama | ER                            | Nominado  |

Premios Primetime Emmy
| Año  | Categoría                     | Trabajo | Resultado |
| ---- | ----------------------------- | ------- | --------- |
| 1996 | Mejor actor - Serie dramática | ER      | Nominado  |
| 1995 | Mejor actor - Serie dramática | ER      | Nominado  |

Festival Internacional de Cine de Venecia
| Año  | Categoría                                      | Película                     | Resultado |
| ---- | ---------------------------------------------- | ---------------------------- | --------- |
| 2005 | Premio Osella al mejor guion                   | Buenas noches y buena suerte | Ganador   |
| 2005 | Premio FIPRESCI                                | Buenas noches y buena suerte | Ganador   |
| 2005 | Premio Pasinetti                               | Buenas noches y buena suerte | Ganador   |
| 2005 | Premio a los derechos humanos-Mención especial | Buenas noches y buena suerte | Ganador   |